# Luciano Doria
Luciano Doria var en genuesisk amiral under 1300-talet, bror till Pietro Doria.
Han utmärkte sig i Chioggia-kriget (1379-81), då han fråntog venezianerna Rovigo, Grado och Carole. Han vann sin sista sjöseger vid Pola, där han stupade 29 maj 1379.